# Шахматы с Гарри Каспаровым
«Шахматы с Гарри Каспаровым» (англ. Kasparov Chessmate) — компьютерная программа для игры в шахматы, в которой шахматист Гарри Каспаров выступил в качестве геймдизайнера. Можно просмотреть ряд исторических игр Каспарова, кроме того «он» является последним компьютерным профилем в режиме турнира.
Программа имеет два основных одиночных режима. Первый позволяет игроку брать советы, изменять время, отведённое на ход, и уровень сложности, исправлять допущенные ошибки. Во втором — «Шахматный клуб Каспарова» — установлен ряд компьютерных противников с повышающимся мастерством, все из которых должны быть повержены, чтобы выиграть турнир. Игра позволяет играть двум людям друг против друга на одном компьютере или через сеть, причём можно синхронизировать игровые рейтинги с разных платформ. В начале игроку нужно одержать победу в  бронзовом кубке. Он состоит из шести раундов. Для начала нужно одержать победу в первом раунде. Он состоит из 4 раундов. В каждом раунде нужно обыграть одного  игрока. В втором раунде, нужно обыграть 2 игроков из прошлого раунда, и 2 новых. И так далее.